# Xarop de blat de moro alt en fructosa

El xarop de blat de moro alt en fructosa (en anglès: High-fructose corn syrup (HFCS)—també anomenat fructose-glucose syrup és un edulcorant a base de midó de blat de moro. De manera general, el midó és un polisacàrid format per glucosa i quan s'hidrolitza i es dissocia, obtenim molècules individuals de glucosa que donen lloc al xarop de blat de moro. Per arribar a obtenir el HFCS, cal convertir part d'aquesta glucosa en fructosa mitjançant la glucosa isomerasa, la qual li proporciona la dolçor desitjada, estructura de les quals s'observa a la imatge. 

Estructura de la fórmula de la fructosa (dreta) i glucosa (esquerra).

Se sol utilitzar com a substitució del sucre tradicional, que és la sacarosa, gràcies a la seva dolçor comparable, a la millor estabilitat i funcionalitat i a la facilitat d'ús. Es va introduir en els aliments el 1970 als Estats Units a causa de l'augment dels costos de sucre de canya i remolatxa.
Segons la quantitat de fructosa que conté, hi ha diferents formulacions del HFCS i presenten aplicacions diferents. Es poden trobar en aliments (cereals, postres, sopes...), begudes carbonatades (com la Coca-Cola) i no carbonatades (sucs), productes farmacèutics, indústria làctica (iogurt, ou, llet aromatitzada, gelats, postres congelats) i pinso.
Amèrica del Nord és el major consumidor mundial de HCFS ja que el blat de moro és el cultiu més rendible i dominant. Aquest augment de consum ha coincidit amb un augment en la incidència de malalties com la obesitat, diabetis de tipus 2 i altres malalties cardiovasculars i metabòliques. Per tant, s'ha especulat que pot provocar diverses anomalies, però no s'ha demostrat cap mena de convenciment sobre que es tractés d'un risc significatiu per a la salut.

## Història
Davant la gran necessitat del mercat dels dels anys 50 per produir edulcorants més barats que la sacarosa, es va realitzar una cerca d'alternatives. Per aquesta raó, al 1957 com a resposta a la irregular producció de sucre a Cuba, Clinton Corn Processing Company (Clinton, IA) amb els investigadors Richard Marshall i Earl Kooi desenvolupen un procés mitjançant enzims microbians de Pseudomonas hydrophila que permetien isomeritzar en condicions molt concretes la glucosa del blat de moro a fructosa. El producte que s'obtenia era de gran qualitat però no era potent a escala industrial ja que necessitava cofactors tòxics i temperatures baixes i estables.  
El científic de l'Agència Japonesa de Ciència i Tecnologia Industrial (AIST) Yoshiyuki Takasaki va aïllar al 1965 un enzim estable a la calor (xilosa isomerasa) de Streptomyces sp. A partir d'aquest enzim, AIST va poder realitzar a l'any següent la producció comercial de fructosa a partir de la glucosa, inicialment a petita escala.

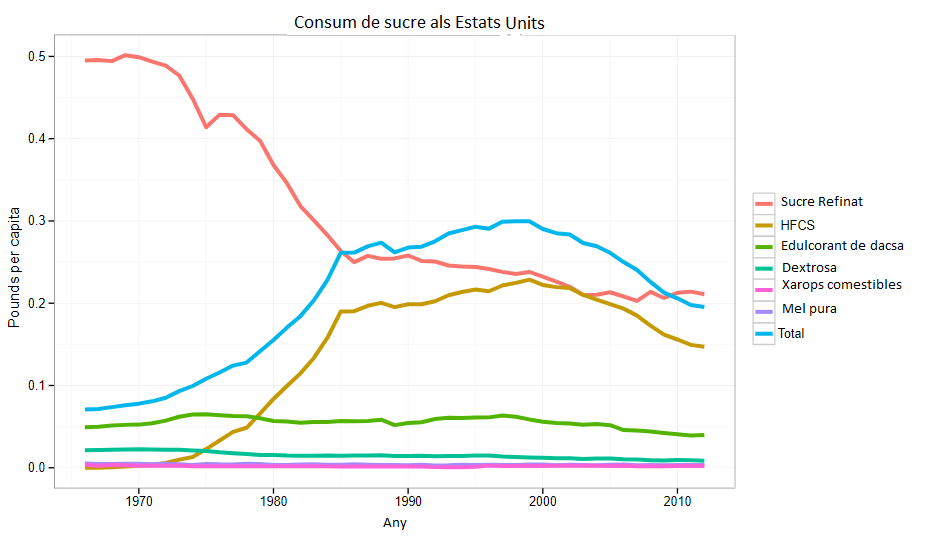
Consum per capita dels diferents sucres i edulcorants amb base de blat de moro als Estats Units

Dos anys més tard, al 1967 AIST i Clinton formen una empresa conjunta per ampliar el procés on Clinton utilitza un enzim líquid en batch per obtenir el primer HFCS comercial que contenia només un 15% de fructosa. L'enzim que es va utilitzar era una glucosa isomerasa que derivava del Streptomyces sp. de la qual AIST i Clinton en tenien una llicència exclusiva. Ja a l'any següent, al 1968, a partir d'un enzim líquid i immobilitzat combinat en procés per lots, Clinton produeix HFCS amb un 42% de fructosa (HFCS de “primera generació”). Finalment, ja al 1972, Clinton aconsegueix produir un HFCS del 42% a partir d'un enzim immobilitzat en el primer procés continu.
Els avenços en tecnologia porten a la millora del procés i és per això que al 1978 la introducció de la separació cromatogràfica de la fructosa i la glucosa permet la producció d'HFCS amb un 55% de fructosa (“segona generació ”HFCS). A partir d'aquest punt es comença a proposar la total substitució de la sacarosa dels productes edulcorats per HFCS. Aquest fet s'aconsegueix l'any 1984 quan productes com la Coca-Cola i Pepsi incorporen un 100% de HFCS. Finalment, al 1987 Staley comença la primera producció de fructosa cristalina a gran escala sota llicència de Finnsugar on el procés s'adapta de la matèria primera de remolatxa sucrera a la maicena.

## Composició
El HFCS està compost per monosacàrids de glucosa i fructosa, els quals passen un procés d'hidròlisi química i enzimàtica del blat de moro que conté amilosa i amilopectina per obtenir el xarop de blat de moro. Aquest xarop conté majoritàriament glucosa i gràcies a la glucosa isomerasa s'isomeritza part de la glucosa a fructosa Segons el contingut en fructosa, és a dir, de quanta glucosa s'ha isomeritzat, hi ha diferents formulacions del HFCS que tenen un contingut d'humitat d'entre 23 i 29%. Les principals i més abundants són:
- HFCS-90: Conté un 90% de fructosa i el 10% restant és glucosa. S'utilitza en aplicacions més especialitzades però sobre tot per obtenir les altres formulacions de HFCS en barrejar-se amb xarop de glucosa.
- HFCS-42: Conté un 42% en fructosa, un 53% en glucosa i un 5% correspon a altres sucres i polisacàrids. HFCS-42 té una dolçor suau i no emmascara els sabors naturals dels aliments. Per tant, s'utilitza àmpliament en conserves de fruites, salses, sopes, condiments, productes de forn i molts altres aliments processats. La indústria làctia també l'utilitza molt en el iogurt, l'ou, les llets aromatitzades, els gelats i altres postres congelats.
- HFCS-55: Conté un 55% de contingut en fructosa, un 42% en glucosa i l'altre 3% representa altres sucres o polisacàrids. Com que presenta un contingut més elevat de fructosa respecte la sacarosa, la qual conté fructosa i glucosa en quantitats iguals (50%), és més dolç i, per tant, s'utilitza àmpliament com a edulcorant en begudes suaus, sucs i carbonatades.

A més, també conté certes quantitats de riboflavina, niacina, àcid pantotènic, àcid fòlic, vitamina C, calci, ferro, magnesi, fòsfor, potassi, sodi i zinc. Per tant, el HFCS no és significativament diferent en la composició o metabolisme d'altres sucres com la sacarosa, la mel o els concentrats de sucs.
| Component | HFCS-42 | HFCS-55 |
| --------- | ------- | ------- |
| Fructosa  | 42 %    | 55%     |
| Glucosa   | 53%     | 42%     |
| Altres    | 5%      | 3%      |
| Humitat   | 29%     | 23%     |

## Procés de producció

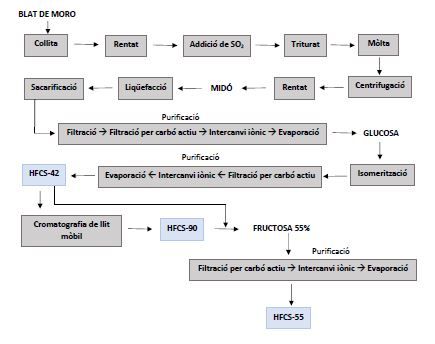
Procés de producció dels HFCS segons el percentatge de fructosa.

Durant la producció de HFCS, la matèria primera es cull i s'envia per continuar amb el procés de molta del blat de moro que consta d'una etapa de neteja en el qual el blat de moro es submergeix en aigua durant un temps determinat, amb una addició posterior de SO₂. El diòxid de sofre és un antioxidant que conserva l'aroma i el color durant més temps, controla el creixement microbià i ajusta el pH. A més, la sulfitació contribueix a l'estovament del gra ja que l'impregna desnaturalitzant la matriu de gluten que ancora els grànuls de midó al seu lloc. Per obtenir midó d'alta puresa calen processos posteriors per separar el midó del casc i del germen que conté oli. Aquests processos són la trituració, molta, centrifugació i rentat.
Per a la hidròlisi del midó calen transformacions enzimàtiques. Aquestes transformacions s'utilitzen per reduir la mida dels carbohidrats d'alt pes molecular i per a la conversió d'un sucre a un altre. Cal ajustar el pH i la temperatura per adaptar-se als òptims enzimàtics, optimitzar les velocitats de reacció i perllongar la vida útil dels enzims. Aquestes transformacions es divideixen en tres passos:
- Liqüefacció: En el primer pas, el midó de blat de moro s'hidrolitza mitjançant α- o β-amilasa termoestable per produir oligosacàrids. Durant aquest procés, s'han de controlar molts factors, com ara la temperatura, el pH, els sòlids i la concentració de calci. Es recomana mantenir el nivell de sòlids entre el 30% i el 35%, mentre que el pH s'ha de controlar fins al 5,8 - 6,5. Així mateix, el calci s'utilitza com a cofactor per millorar la termoestabilitat de l'amilasa. La temperatura escollida per al tractament s'ha de seleccionar sobre la base de la font d'enzims. Per exemple, l'amilasa de Bacilus licheniformis és molt termoestable i s'utilitza una temperatura superior a 100 °C.
- Sacarificació: Es produeix amb l'enzim glucoamilasa que despolimeritza oligòmers per produir glucosa. A continuació, l'hidrolitzat sacarificat es clarifica i purifica mitjançant filtració per carbó actiu, cromatografia d'intercanvi iònic i evaporació.
- Isomerització: La isomerització de la glucosa en fructosa la duu a terme l'enzim glucosa isomerasa immobilitzada. Inicialment es feia una isomerització alcalina però comportava una descomposició dels sucres ja que no era suficient estable. Enzimàticament això ja no passa.

Després d'aquests tres passos de tractament enzimàtic es fa una purificació mitjançant filtració per carbó actiu, cromatografia d'intercanvi iònic i evaporació i així s'obté el producte comercial HFCS-42. Si aquest producte comercial s'enriqueix amb una cromatografia en llit mòbil obtenim la HFCS-90. La fructosa té una afinitat més gran que la glucosa pels cations dels àcids forts en la resina d'intercanvi iònic en presència de sals de calci, cosa que permet una pràctica separació dels dos isòmers. Si aquesta fructosa enriquida (90%) es torna a barrejar amb HFCS-42 i es fa una purificació com les anteriors, produint així el producte comercial HFCS-55.
La diferència entre l'ús dels diferents enzims és que l'alfa-amilasa i la glucoamilasa s'afegeixen directament a la suspensió de processament ja que són enzims econòmics en comparació a la glucosa isomerasa. Com l'obtenció de la glucosa isomerasa és més dificultosa, s'immobilitza en columnes cromatogràfiques per poder-les reutilitzar altres vegades.

## Propietats alimentàries
El HFCS es caracteritza per ser un edulcorant líquid de gran qualitat i dolçor amb una naturalesa altament soluble i no cristal·lina, mentre que la sacarosa pot cristal·litzar en determinades situacions. Dues de les raons per les quals el HFCS va revolucionar la indústria alimentària, sobre tot la de líquids, són la seva gran estabilitat quan es barreja amb líquids, cosa que fa que presenti una vida útil llarga, i que és capaç de mantenir el seu sabor malgrat les fluctuacions de temperatura durant la producció i el transport de líquids. A més, és àcid, cosa que fa que presenti capacitat conservadora, així que permet reduir l'ús d'altres conservants i inhibeix el deteriorament microbià reduint l'activitat hídrica de l'aigua. És un ingredient molt versàtil ja que es pot utilitzar per afegir textura, mantenir el color, la qualitat i la frescor o fins i tot millorar el sabor en molts aliments i begudes, cosa que fa que el producte tingui un valor afegit. D'altra banda, com que el HFCS es presenta en forma líquida, es facilita el seu maneig i el seu procés de fabricació.

### Comparació amb la sacarosa
La sacarosa ha estat a part de la dieta humana durant mil·lennis, així que la sacarosa continua sent el punt de referència amb el qual es mesuren altres edulcorants. Tanmateix, la sacarosa ha plantejat problemes tecnològics significatius en determinades aplicacions.
Pel que fa a les propietats químiques, el HFCS presenta una millor solubilitat i capacitat per romandre en solució i no cristal·litzar, mentre que la sacarosa en algunes condicions sí que ho pot fer. A més, l'HFCS és líquid ja que conté aigua i, per tant, és més fàcil de transportar i utilitzar en formulacions de refrescos, doncs la sacarosa és un ingredient granular que s'ha de dissoldre a l'aigua abans d'utilitzar-lo en moltes aplicacions. No obstant, la sacarosa es pot hidrolitzar en fructosa i glucosa per un augment de temperatura i una reducció de pH. Com que les begudes carbonatades tenen un pH baix i s'emmagatzemen als magatzems a temperatura ambient (de vegades durant setmanes abans d'arribar a les prestatgeries dels supermercats) es pot produir una hidròlisi considerable abans que el producte arribi al consumidor, canviant les característiques de dolçor i sabor del producte.
L'HFCS també és àcid, fet que li dona una millor capacitat conservadora, així que permet reduir l'ús d'altres conservants. Per al fabricant, el HFCS és un producte més fàcil de fabricar, ja que la fermentació és ràpida i eficient, amb una vida útil més llarga que si s'utilitzés sacarosa. Això, per tant, des del punt de vista econòmic, fa que el HFCS sigui més barat que la sacarosa.
Sempre s'ha afirmat que el HFCS presenta més dolçor que la sacarosa, el que contribueix a una major obesitat per calories excessives. No obstant, diversos estudis demostren que la dolçor entre la sacarosa i el HFCS és equiparable i ambdós contribueixen a 4kcal/g.
Pel que fa al metabolisme, no és significativament diferent el metabolisme d'altres edulcorants. Els humans presenten flexibilitat metabòlica, el que permet processar de manera eficient diverses fonts d'alimentació i energia. Només quan es consumeix un nutrient en excés i sobrepassa la capacitat metabòlica del cos, es produeixen conseqüències adverses.

## Usos en la indústria
Gràcies a totes aquestes propietats alimentàries, els aliments que contenen HFCS són nombrosos. Aquests inclouen productes de forn, com ara pastisseria; galetes, pans i pastissos; refrescs; begudes com el suc; begudes carbonatades; melmelades i gelatines; làctics com per exemple gelats, llets aromatitzades, ou, iogurts i postres congelats; conserves a punt per menjar incloent salses i condiments; cereals i barretes de cereals i molts altres aliments processats. La gran majoria dels aliments processats als EUA contenen HFCS per satisfer-ne algunes funcionalitats alimentàries.

Dolçor relativa de diferents sucres i edulcorants

| Percentatge en fructosa del xarop de balt de moro | Productes alimentaris amb HFCS                                                |
| ------------------------------------------------- | ----------------------------------------------------------------------------- |
| 42% HFCS                                          | Utilitzat en la producció de condiments i productes en llauna                 |
| 55% HFCS                                          | Utilitzat en la producció de begudes carbonatades, gelats i postres congelats |
| 80-90% HFCS                                       | Utilitzat en la producció de barreges per fer pastissos i altres aliments     |

Als Estats Units trobem HFCS en 2/3 de les begudes ensucrades, a més, no sempre el veiem etiquetat correctament ja que s'inclou com a carbohidrtas autoritzats. A l'Argentina, HFCS està present en el 90% de les begudes no alcohòliques. A més, segons informació trobada en informes del govern, es fomenta l'ús d'aquest xarop en el sector de l'apicultura ja que és barat i genera una major producció de mel.

## Efectes biològics
Els sucres en qualsevol forma com la glucosa, la sacarosa o la fructosa, quan es prenen en excés de manera regular, poden causar un defecte en la salut de manera progressiva que pot acabar generant malalties.
Pel que fa especialment al HFCS, on gairebé la meitat és fructosa i, per tant, hi ha un excés de fructosa, en ingerir-lo augmenten els triglicèrids, el pes corporal, el teixit adipós visceral, el greix muscular i el greix hepàtic. La fructosa es metabolitza principalment al fetge i quan el fetge el pren, l'ATP disminueix ràpidament a mesura que el fosfat es transfereix a la fructosa formant la fructosa-1-fosfat, facilitant així la conversió a precursors de lípids (lipogènesi) i la producció d'àcid úric, que pot tenir conseqüències negatives per a la salut contribuint així a l'obesitat, la diabetis, el fetge gras i la gota. Per tant, actualment encara calen molts estudis en aquesta àrea, no només sobre HFCS, sinó d'altres sucres també, i les seves contribucions a un alt consum calòric.

### Obesitat
S'han realitzat diversos estudis en relació al HFCS per tal de determinar si té o no efectes adversos en la salut. Hi ha dades que suggereixen l'existència d'una correlació entre un augment del consum de HFCS en les darreres tres dècades amb un augment de la incidència d'obesitat als EUA.
El HFCS està format per glucosa i fructosa però aquestes substàncies tenen una entrada diferent a les cèl·lules. L'entrada de glucosa es fa mitjançant un sistema de transport Glut-4 dependent de la insulina ja que la seva ingestió influeix en l'alliberament d'insulina i contribueix a la sensació de sacietat i a un augment de l'alliberament de leptina, mentre que la fructosa entra a l'intestí a través d'una via independent de la insulina (Glut-5), així que la seva ingestió pot conduir a una baixa concentració d'insulina que provoca nivells baixos de leptina. La leptina és una hormona de sacietat que frena la gana i, per tant, s'espera que els nivells baixos de leptina augmentin la ingesta de productes amb alta capacitat calòrica i, per tant, s'associa a un augment de pes i l'obesitat, especialment als Estats Units d'Amèrica.
D'altra banda, s'han publicat altres estudis en defensa de HFCS i subratllant l'absència de proves fortes que indiquin que l'HFCS i la sacarosa tenen diferències en els seus efectes metabòlics i que suggereixin un paper del HFCS causant de l'obesitat. Els defensors del xarop, a més, assenyalen que el principal problema no és el xarop en sí, sinó l'elevada ingesta calòrica acoblada a una inactivitat en la població general. El consens actual fomentat per les associacions mèdiques i dietètiques és que el HFCS no s'ha de distingir d'altres edulcorants com el causant de l'augment de l'obesitat i que la lluita contra aquesta s'hauria de centrar més en disminuir el consum de dietes riques en calories i fomentar l'activitat física de la població.

### Infeccions orals i càries
De manera general, menjar sucre és perjudicial per a l'esmalt de les dents, però en el cas del HFCS aquest problema s'accentua ja que pot provocar una fluctuació de la fructosa en sang més intensa que en el cas del sucre, causant així que s'extreguin més minerals de les dents i dels ossos. Aquesta pèrdua dels minerals de l'esmalt dental pot debilitar la dent, fet que més endavant pot desencadenar la pèrdua d'aquesta. D'altra banda, aquests xarops de blat de moro de fructosa també serveixen de mitjà per al bacteri Streptococcus mutants que pot recobrir la dentadura fomentant així una major incidència de càries.

### Contaminació per mercuri
Una segona preocupació relacionada amb el consum de HFCS és la presència de traces de mercuri a HFCS fabricades als EUA. La sosa càustica que s'utilitza en la producció d'HFCS es fabrica normalment a partir de plantes cloralcalines que utilitzen cèl·lules de mercuri. El mercuri és una potent toxina neurològica que s'ha demostrat que és tòxica per als humans. Generalement el nivell de mercuri d'aquests productes és baix, però un elevat consum d'aquestes begudes pot causar una acumulació de mercuri al cos, entre altres contaminants, produint al final problemes de salut per contaminació. Els efectes a curt termini són el dolor al pit, nàusees, irritació ocular i problemes de visió, entre d'altres. Pel que fa als efectes a llarg termini, aquests són l'ansietat, pèrdua de l'apetit i pèrdues de memòria.

### Diabetis de tipus 2
Com s'ha comentat, elevades quantitats de HFCS poden causar obesitat i precisament l'obesitat és un dels principals factors de risc de la diabetis.
Diverses metaanàlisis han mostrat una associació positiva clara i consistent entre el refresc endolcit amb HFCS i un major risc de diabetis. A més, molts d'aquests estudis han suggerit que la prevalença de la diabetis és més alta en països amb major disponibilitat d'HFCS en comparació amb països amb baixa disponibilitat malgrat les similituds en obesitat i disponibilitat total de sucre i calories. Per tant, afirmen que els països amb més disponibilitat d'HFCS tenen una prevalença més alta de diabetis tipus 2 independent de l'obesitat. Això pot ser així ja que en afegir sucre a la dieta, pot haver-hi un excés de calories, el que contribueix a un excés d'acumulació de greixos i, al seu torn, al risc de patir diabetis tipus 2. A més, el sucre de la dieta està relacionat amb una funció deficient de les cèl·lules beta i, durant un temps prolongat, pot provocar un fracàs de les cèl·lules beta i una diabetis tipus 2, probablement a causa del requisit continu de secreció d'insulina en resposta a un alt consum de sucre. D'altra banda, com que un consum excessiu de fructosa contribueix a la lipogènesi, també provoca una acumulació de greix ectòpic, inclòs el teixit adipós visceral i el fetge, resistència a la insulina associada i, per tant, un major risc de diabetis.
No obstant, també hi ha diversos estudis que afirmen que el consum de begudes endolcides amb fructosa, HFCS o glucosa no produeixen diferències significatives en els efectes sobre la inflamació del sistema poc crònic associat a la diabetis tipus 2. Per tant, es necessiten més investigacions a nivell individual per esbrinar si el consum d'HFCS pot causar diabetis.

### Capacitat reproductiva femenina
Alguns estudis afirmen que elevats consums de HFCS poden induir canvis en la durada del cicle estral amb etapes estrals i diestrals prolongades, alteració de la histologia ovàrica i uterina i una acumulació de lípids hepàtics i renals. Aquests descobriments revelen els efectes adversos de la beguda amb HFCS sobre la funció reproductiva. És ben sabut que l'obesitat femenina està estretament associada a múltiples efectes reproductius adversos de les dones. S'ha de prestar especial atenció a la síndrome d'ovari poliquístic (SOP) a causa de la seva elevada incidència en població fèrtil femenina. L'expressió del SOP es regula, en part, pel pes i, per tant, les dones obeses amb SOP tenen sovint un fenotip més sever i experimenten més subfertilitat. A mesura que s'allarga el cicle estral, es pot arribar a un estat de senescència reproductiva.

### Malalties cardiovasculars
Estudis afirmen que hi ha una forta indicació de què l'augment del consum de sucres afegits es correlaciona amb majors riscos de desenvolupar síndrome cardiometabòlic (CMS) i malalties cardiovasculars (CVD), independentment de la ingesta calòrica. Això és així ja que l'excés de fructosa afavoreix la formació de triglicèrids (greixos a la sang) i un excés de triglicèrids pot estar associat a pancreatitis i un augment del risc cardiovascular. D'altra banda, la ingesta de fructosa en excés també està relacionada amb un augment de la quantitat de greix abdominal (cintura) que és un factor de risc pel desenvolupament de malalties cardiovasculars com hipertensió arterial, problemes cardíacs, ateroesclerosis, entre d'altres.

### Gota en homes
Hi ha una associació entre l'augment de l'ús de HFCS i, per tant, un augment de la fructosa en la dieta, amb la incidència creixent de la gota i la hiperuricèmia, motiu pel qual el HFCS també es considera un marcador de risc per aquesta malaltia. Això és així ja que la fructosa en ser metabolitzada és convertida a fructosa-1-fosfat, el que causa una reducció als nivells d'ATP i un augment d'AMP, el qual és degradat a IMP i, posteriorment, a àcid úric, el que també provoca una major síntesi de purines. A més, aquesta malaltia afecta més als homes ja que les hormones femenines poden incrementar l'excreció de l'àcid úric. L'augment dels nivells d'àcid úric a la sang no només està relacionat amb la gota, sinó que també pot ser simplement una hiperuricèmia, ja sigui simptomàtica o asimptomàtica. No obstant, quant major és l'augment d'àcid úric en sang, majors són les possibilitats de patir afeccions renals, artrítiques...

### NAFLD o malaltia del fetge gras no alcohòlic
S'han plantejat preocupacions sobre la tendència temporal simultània entre les ingestes de sucre, especialment de fructosa o xarop de blat de moro alt en fructosa, i les taxes de malaltia del fetge gras sense alcohol (NAFLD) als Estats Units. Aquesta malaltia es caracteritza per una esteatosi hepàtica, que és l'acumulació anormal de triglicèrids a les cèl·lules hepàtiques. S'ha suggerit que s'hauria de reconèixer NAFLD com el component hepàtic de la síndrome metabòlica però els resultats no donen una evidència forta i significativa de que sigui a causa de la ingesta de HFCS.

### Toxicitat en les abelles
Alguns estudis han vist que el HFCS pot causar toxicitat per a les abelles amb una possible contribució al trastorn del col·lapse de les colònies (CCD) de les abelles, també conegut com a síndrome del despoblament dels ruscos. L'HFCS s'ha convertit en una alternativa de la sacarosa per a les abelles melíferes. És utilitzat pels apicultors comercials com a aliment per a les abelles de la mel per promoure la producció de cries a la primavera per a la pol·linització comercial, encara que també s'utilitzen altres substituts. Diversos estudis han trobat que a temperatures superiors als 45 °C, el HFCS comença a formar hidroximetilfurfural (HMF), un subproducte molt tòxic per a les abelles. A més, els àcids levulínics i fòrmics que són subproductes del HMF també són tòxics per a les abelles.
Aquesta toxicitat pot ser un causant del CCD. El CCD és un fenomen poc entès en què les abelles obreres d'una colònia d'abelles de mel occidentals desapareixen bruscament. La història del CCD es remunta als anys 70, però en termes de gravetat del CCD, la incidència ha estat més elevada des del 2006, amb informes de pèrdues del cinquanta al noranta per cent de les colònies per part dels apicultors dels EUA. Es desconeixen les causes exactes del CCD, però se sospita que hi ha factors implicats com la mala nutrició. Diversos estudis afirmen que les abelles necessiten mel, no substituts de la mel, per tal que es mantinguin vives i en estat de salut. El motiu és que la mel feta a partir de pol·len dona a les abelles un producte químic vital (àcid p-cumàric) que els ajuda a descompondre les toxines dels pesticides i sense ella no ho poden fer. Una mala nutrició d'aquestes abelles melíferes, doncs, pot associar-se a un deteriorament del sistema immunitari i un augment de la susceptibilitat als plaguicides. A més, en analitzar el perfil transcripcional segons si es segueix una dieta amb elevades quantitats de sacarosa i HFCS o si es pren mel, aquest és bastant diferent, el que suggereix que els components de la mel regulen els processos fisiològics de manera diferencial i que la sacarosa i l'HFCS poden no ser substitutius nutricionals equivalents a la mel.
Les investigacions realitzades als anys setanta havien suggerit que no hi havia conseqüències per a la salut ni augmentaven els riscos associats a l'alimentació de les abelles amb xarop de blat de moro alt en fructosa. Però això va ser abans que els apicultors van començar a introduir productes químics per matar àcars als ruscs i abans que s'introduís tota una classe de pesticides agrícoles. Per tant, cal investigar per excloure l'HFCS com a factor contributiu al CCD.